# Peter Cain
Peter Christian Cain (Sydney, 20 november 1958) is een Australisch voormalig kunstschaatser, die uitkwam als paarrijder, en schaatscoach. Met zijn zus Elizabeth Cain werd hij vier keer Australisch kampioen en nam hij in 1980 deel aan de Olympische Winterspelen in Lake Placid. Hij is de vader van de Amerikaanse kunstschaatsster Ashley Cain.

## Biografie
In zijn jonge jaren was hij kunstschaatser en kwam hij met zijn zus Elizabeth Cain uit bij de parenwedstrijden. Het broer-zus-koppel was vier keer Australisch kampioen en deed vier keer mee aan de wereldkampioenschappen. In 1976 won het duo de bronzen medaille op het eerste WK voor junioren. Ze deden bovendien in 1980 mee aan de Olympische Winterspelen in Lake Placid.
Na zijn eigen carrière werd hij schaatscoach. Zo coachte hij Alexei Krasnozhon en Brooklee Han, maar ook zijn neef Sean Carlow (dochter van zijn zus Elizabeth) en dochter Ashley Cain. Dit deed hij vanaf hij werkplek in de omgeving van Euless, Texas.
Cain heeft ook gewerkt als ISU Technical Specialist voor Australië.
Hij huwde in 1983 met de Canadese ijsdanseres Darlene Wendt. Het stel kreeg twee kinderen, onder wie Ashley.

## Eigen resultaten
met Elizabeth Cain
| Kampioenschap           | 75/76 | 76/77         | 77/78         | 78/79         | 79/80         |
| ----------------------- | ----- | ------------- | ------------- | ------------- | ------------- |
| Olympische Spelen       |       |               |               |               | 11e           |
| Wereldkampioenschap     |       | 12e           | 14e           | 13e           | 14e           |
| Nationaal kampioenschap | · (*) | Goud          | Goud          |               | Goud          |
| WK junioren             | Brons | geen deelname | geen deelname | geen deelname | geen deelname |

(*) = bij de Britse kampioenschappen